# Гиацинтов, Владимир Егорович
Владимир Егорович (Георгиевич) Гиацинтов (1858—1933) — русский искусствовед и драматург, профессор истории искусств в Московском университете (с 1900 г.).

## Биография
Второй сын военного инженера Егора Харитоновича Гиацинтова (1829—1869; внук рязанского священника Николая Гиацинтова) и Александры Николаевны Измайловой. Его отец занимался в Воронеже 1850-х гг. строительством губернской гимназии и перестройкой Спасской церкви. Братья: Николай (1856—1941) — тайный советник; Эраст (1859—1910) — первый русский мэр Ревеля.
Родился 26 февраля 1858 года[по какому календарю?]. Окончил Поливановскую гимназию (1876) и историко-филологический факультет Московского университета (1880).
В молодости преподавал историю и географию в Поливановской гимназии, когда там учились В. Брюсов и А. Белый (который упоминает его в мемуарной трилогии). Участвовал в создании при гимназии шекспировского кружка, где «культивировались шутка и пародия, поэзия комического алогизма и прутковщина». Одновременно с 1885 по 1917 гг. преподавал историю искусств в Училище живописи (c 1902 года состоял его инспектором). Также он был профессором истории искусств на Высших женских курсах. Как учёный специализировался на скульптуре итальянского ренессанса, в 1900 году опубликовал монографию о творчестве Николо Пизано, в 1913 году были напечатаны его лекции «Итальянское искусство в эпоху высокого Возрождения».
В истории русской литературы остался как сочинитель шуточных пьес и пародий, автор изданной анонимно пьесы «Жестокий барон» (ошибочно приписывалась А. П. Чехову, который её ценил). В соавторстве с шурином (и одновременно зятем по сестре) А. А. Венкстерном написал пьесы «Альсим, или Торжество инфернальных сил (Сон студента после 12-го января)», «Разбойники», «Разоблачённый злодей», «Тезей» и др. Все они предназначались для любительских постановок.
После Октябрьской революции — профессор кафедры теории и истории искусств историко-филологического факультета Московского университета (1919—1921), профессор кафедры теории и истории искусств факультета общественных наук (1921—1922), действительный член НИИ искусствознания и археологии при факультете общественных наук (1922). В 1921—1923 годах — и. о. директора Музея изящных искусств при МГУ, вплоть до его отделения от университета, когда он приобрел статус уже не учебного, а самостоятельного художественного музея.
После женитьбы на Елизавете Алексеевне Венкстерн выстроил двухэтажный загородный дом в деревне Лаптево Московской губернии. Елизавета Алексеевна была дочерью орловского помещика Алексея Яковлевича Венкстерна (1810—189., троюродный брат П. Я. Чаадаева) и Прасковьи Николаевны Гарднер. В браке родились дочери Софья Владимировна Гиацинтова (1895—1982, народная артистка СССР) и Елизавета Владимировна Родионова (1888—1965), художница, с 1909 г. жена М. С. Родионова.
Умер 22 февраля 1933 года. Похоронен на Ваганьковском кладбище.